# Rachel de Queiroz
Pour les articles homonymes, voir Queiroz (homonymie).
Rachel de Queiroz, née le 17 novembre 1910 à Fortaleza et morte le 4 novembre 2003 à Rio de Janeiro, est une femme de lettres, dramaturge, traductrice et journaliste brésilienne. Elle est l'auteure d'un grand succès littéraire au Brésil, son  roman, O Quinze. Elle est aussi la première femme à rejoindre l'Académie brésilienne des lettres, et en 1993 est encore la première femme à recevoir le prix Camões, le plus important prix littéraire du monde lusophone.

## Biographie
Elle naît à Fortaleza en 1910,, de Daniel et Clotilde Franklin de Queiroz. En 1917, à la suite de la sécheresse de 1915, elle se rend avec sa famille à Rio de Janeiro, où elle suit ses études au Colégio da Imaculada Conceição jusqu’en 1925. Elle revient ensuite dans sa région natale et y  devient ensuite journaliste. Sous le pseudonyme de Rita de Queluz, elle écrit quelques poèmes et le roman-feuilleton História de um Nome. Mais c'est en 1930, à 20 ans, qu'elle publie son premier véritable roman, O Quinze, un succès au Brésil,,. O Quinze désigne pour les Brésiliens l'année 1915 et la grande sécheresse de cette année-là. Le roman de Rachel de Queiroz décrit l'état de dénuement des paysans du Ceará dont les champs sont devenus arides et qui se jettent sur les routes pour quitter cette région, désespérés.
Alors que les tensions politiques montent au Brésil, elle est accusée un moment à tort d'être communiste. Dans les faits, explique-t-elle, elle avait été longtemps sympathisante du Parti communiste. Mais au moment où elle se décide à adhérer, dans les années 1930, des responsables du parti lui demande de faire preuve de bonne volonté en adaptant la trame de son deuxième roman, à l'époque à paraître, et de donner un meilleur rôle au personnage central, un prolétaire, João Miguel, dont elle avait fait un assassin : « J'avais été convoquée dans un hangar, sur le port de Rio de Janeiro. Seule face à trois hommes, dans un lieu désert. Je suis sortie très lentement, en leur disant que je ne leur reconnaissais aucune autorité sur mon roman, puis j'ai sauté dans le premier tramway. J'étais membre du parti depuis vingt-quatre heures, je n'y suis jamais retournée. ». Elle se rapproche des trotskistes. Pour échapper aux persécutions liées à son appartenance à la gauche, elle s'installe à Maceió en 1935. Pendant l'Estado Novo (régime brésilien de 1937 à 1945), elle est emprisonnée trois mois et voit ses livres brûlés avec ceux d'autres auteurs comme Jorge Amado, José Lins do Rego et Graciliano Ramos sous l'accusation d'être subversifs. 
En 1940, elle rencontre un médecin, Oyama de Macedo, qui devient son compagnon, jusque sa mort en 1982. Par ailleurs, l'assassinat de Léon Trotski, toujours en 1940, sur ordre de Joseph Staline l'éloigne des mouvements de gauche. En 1964, elle soutient même le coup d'état militaire contre le président João Goulart et fait partie d'un Conseil fédéral pour la culture de 1967 à 1985. 
Le 4 novembre 1977, elle devient la première femme élues à l'Académie brésilienne des lettres. « Je ne suis pas entrée à l'Académie brésilienne des lettres parce que je suis une femme », précise-t-elle, « J'y suis entrée parce qu’indépendamment de ce fait, j’ai une œuvre littéraire. »
En 1993, elle remporte le Prix Camões (elle est la deuxième personnalité brésilienne et la première femme à remporter ce prix).
Elle meurt d'une attaque cardiaque le 4 novembre 2003 à Rio de Janeiro, deux semaines avant ses 93 ans,.

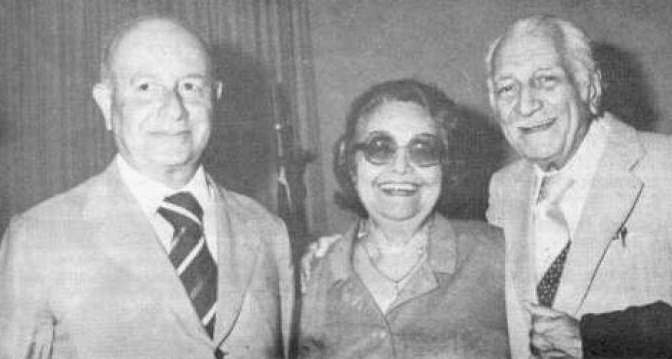
Rachel de Queiroz avec ses amis Adonias Filho (à gauche) et Gilberto Freyre (à droite)

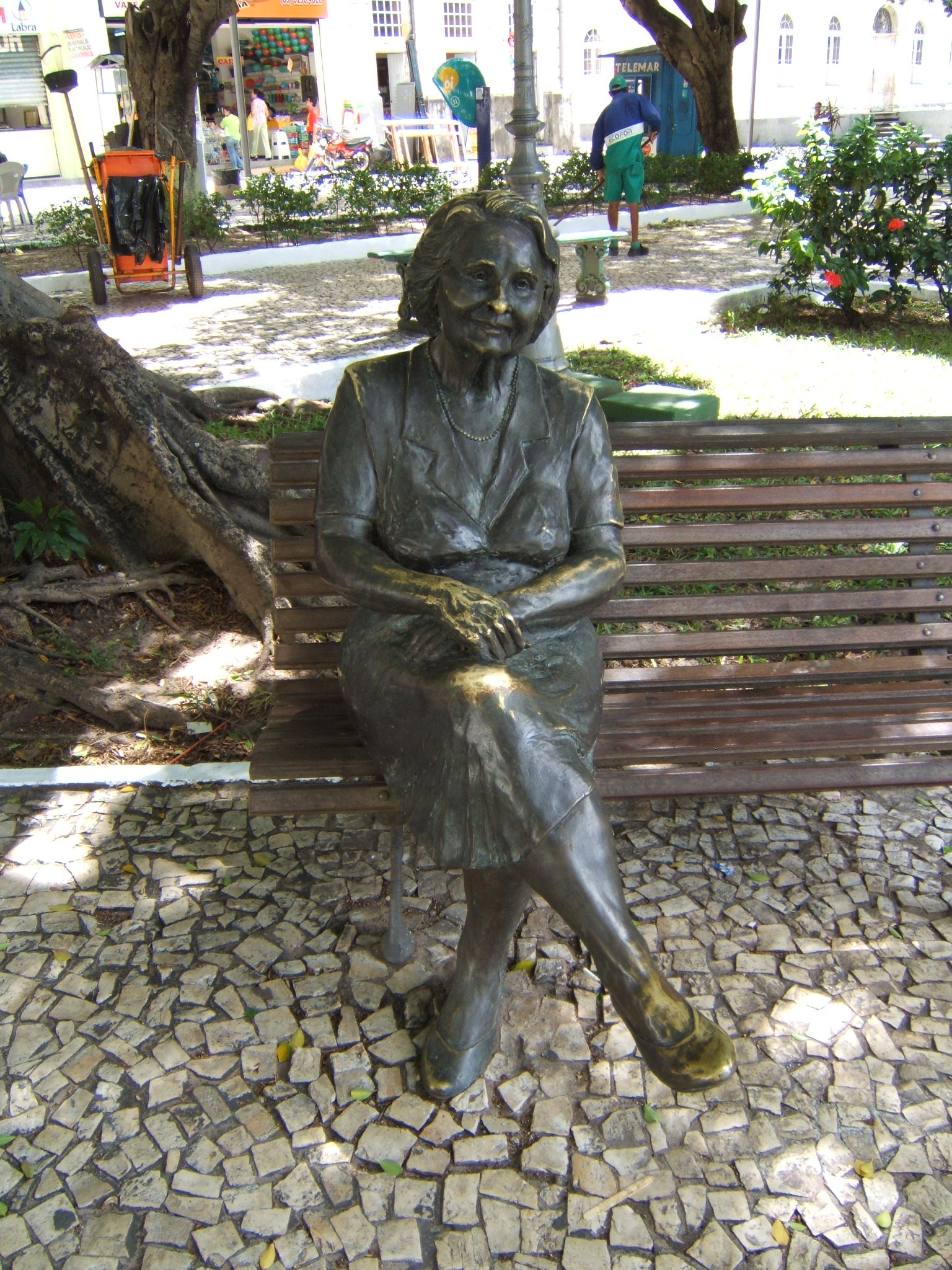

## Œuvres
- O quinze (1930)

- João Miguel (1932)

- Dôra, Doralina (1975)

- Memorial de Maria Moura (1992)

- Caminho de pedras (1937)
- As três Marias (1939)
- A donzela e a moura torta (1948)
- O galo de ouro (1950)
- Lampião (1953)
- A beata Maria do Egito (1958)
- Cem crônicas escolhidas (1958)
- O brasileiro perplexo (1964)
- O caçador de tatu (1967)
- O menino mágico (1969)
- As menininhas e outras crônicas (1976)
- O jogador de sinuca e mais historinhas (1980)
- Cafute e Pena-de-Prata (1986)
- Teatro (1995)
- Nosso Ceará (1997)
- Tantos Anos (1998)
- Não me deixes : suas histórias e sua cozinha (2000)

## Prix, récompenses et honneurs
- Prix Fundação Graça Aranha pour O quinze, 1930
- Prix Sociedade Felipe d'Oliveira pour As Três Marias, 1939
- Prix Saci, O Estado de São Paulo, 1954
- Prix Machado de Assis, de l'Académie brésilienne des lettres, pour l'ensemble de son œuvre, 1957
- Prix Teatro, de l'Institut National du livre (Instituto Nacional do Livro), et Prix Roberto Gomes, du ministère de l'éducation (Secretaria de Educação) de Rio de Janeiro, pour A beata Maria do Egito, 1959
- Prix Jabuti de littérature pour enfant, du Conseil brésilien du livre (Câmara Brasileira do Livro) (São Paulo), pour O menino mágico, 1969
- Prix national de littérature de Brasília pour l'ensemble de son œuvre 1980
- Docteur honoris causa de l'Universidade Federal do Ceará, en 1981
- Médaille Marechal Mascarenhas de Morais, 1983
- :  2e classe / Commandeur : Commandeur de l'ordre du Rio Branco, proposée par le Ministère des Relations extérieures, 1985
- Grand commandeur de l'ordre du Mérite militaire du Brésil, 1986
- Medaille de Inconfidência do Governo de Minas Gerais, 1989
- Prix Camões, 1993
- Docteur honoris causa de l'Universidade Estadual do Ceará - UECE, 1993
- Docteur honoris causa de l'Universidade Estadual Vale do Acaraú, di Sobral, 1995
- Prix Moinho Santista de Literatura, 1996
- Docteur honoris causa de l'Universidade Estadual do Rio de Janeiro, 2000
- Medaille Boticário Ferreira, du conseil municipal de Fortaleza, 2001
- Troféu Cidade de Camocim, 20 juillet 2001 - Academia Camocinense de Letras e Prefeitura Municipal de Camocim